# Mike Pender

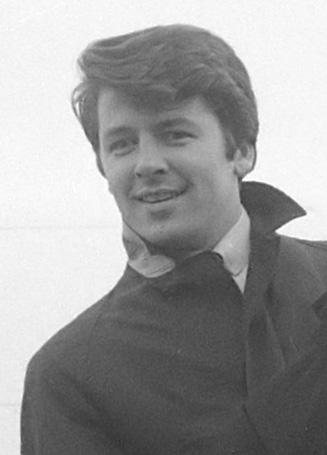
Mike Pender, 1965

Mike Pender, egentligen Michael John Prendergast, född 3 mars 1941 i Kirkdale i Liverpool, är en brittisk sångare och gitarrist. Pender var en av originalmedlemmarna i Merseybeat-gruppen The Searchers från dess bildande 1960 och framåt. Först var gruppens basist Tony Jackson även gruppens sångare, men när han lämnade Searchers 1964 tog Pender över som sångare. Pender sjunger på flera av gruppens stora hitsinglar så som "Needles and Pins" och "When You Walk in the Room". Han spelade även 12-strängad Rickenbacker-gitarr.
1985 lämnade Pender The Searchers efter att ha medverkat på en sista singel, "I Don't Want to Be the One", för att hitta en ny musikalisk inriktning och bildade snart Mike Pender's Searchers. Denna grupp har varit aktiv sedan dess samtidigt som den kvarvarande delen av "gamla" The Searchers uppträder för sig, ledd av John McNally. Pender spelar både gamla Searchers-låtar och nyskrivet eget låtmaterial.